# Leśniaki (rejon kowelski)
Leśniaki (ukr. Лісняки́) – wieś na Ukrainie w rejonie kowelskim, obwodu wołyńskiego. Liczy 270 mieszkańców.
Do 2020 w rejonie starowyżewskim.